# Lonchaea ragnari
Lonchaea ragnari är en tvåvingeart som beskrevs av Walter Leopold Victor Hackman 1956. Lonchaea ragnari ingår i släktet Lonchaea och familjen stjärtflugor. Arten är reproducerande i Sverige. Inga underarter finns listade i Catalogue of Life.